# بني جميل (ولاد الحمر)
بني جميل هو دُوَّار يقع بجماعة تاوغليت، إقليم سيدي قاسم، جهة الرباط سلا القنيطرة في المملكة المغربية. ينتمي الدوّار لمشيخة ولاد الحمر التي تضم 14 دوار. يقدر عدد سكانه بـ 548 نسمة حسب الإحصاء الرسمي للسكان والسكنى لسنة 2004.

## روابط خارجية
- البوابة الوطنية للجماعات الترابية نسخة محفوظة 12 مارس 2018 على موقع واي باك مشين.
- المندوبية السامية للتخطيط